# Ramblin' Wreck

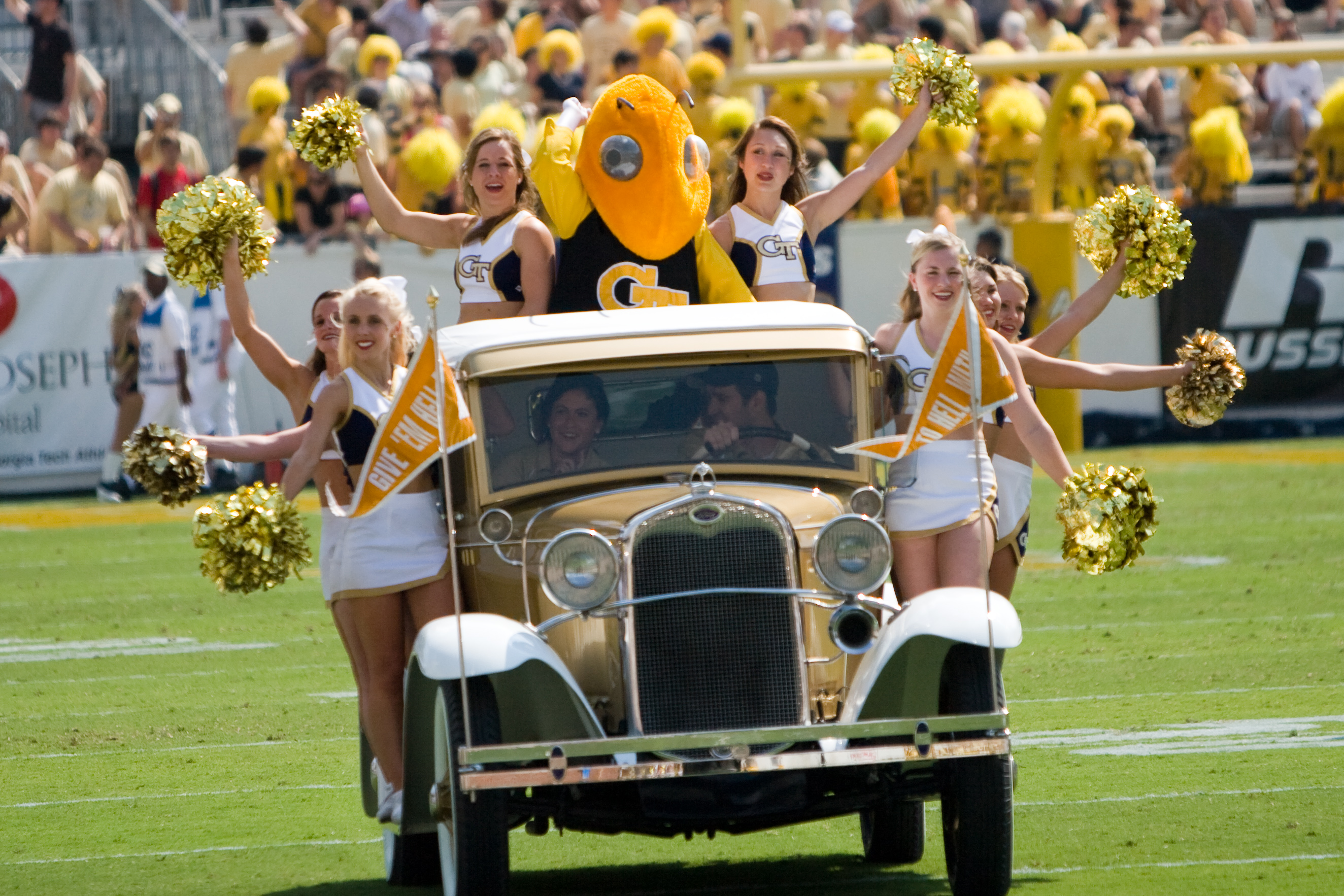
O Ramblin' Wreck com as líderes de torcida e com o mascote Buzz em um jogo de futebol contra o Samford em 2007.

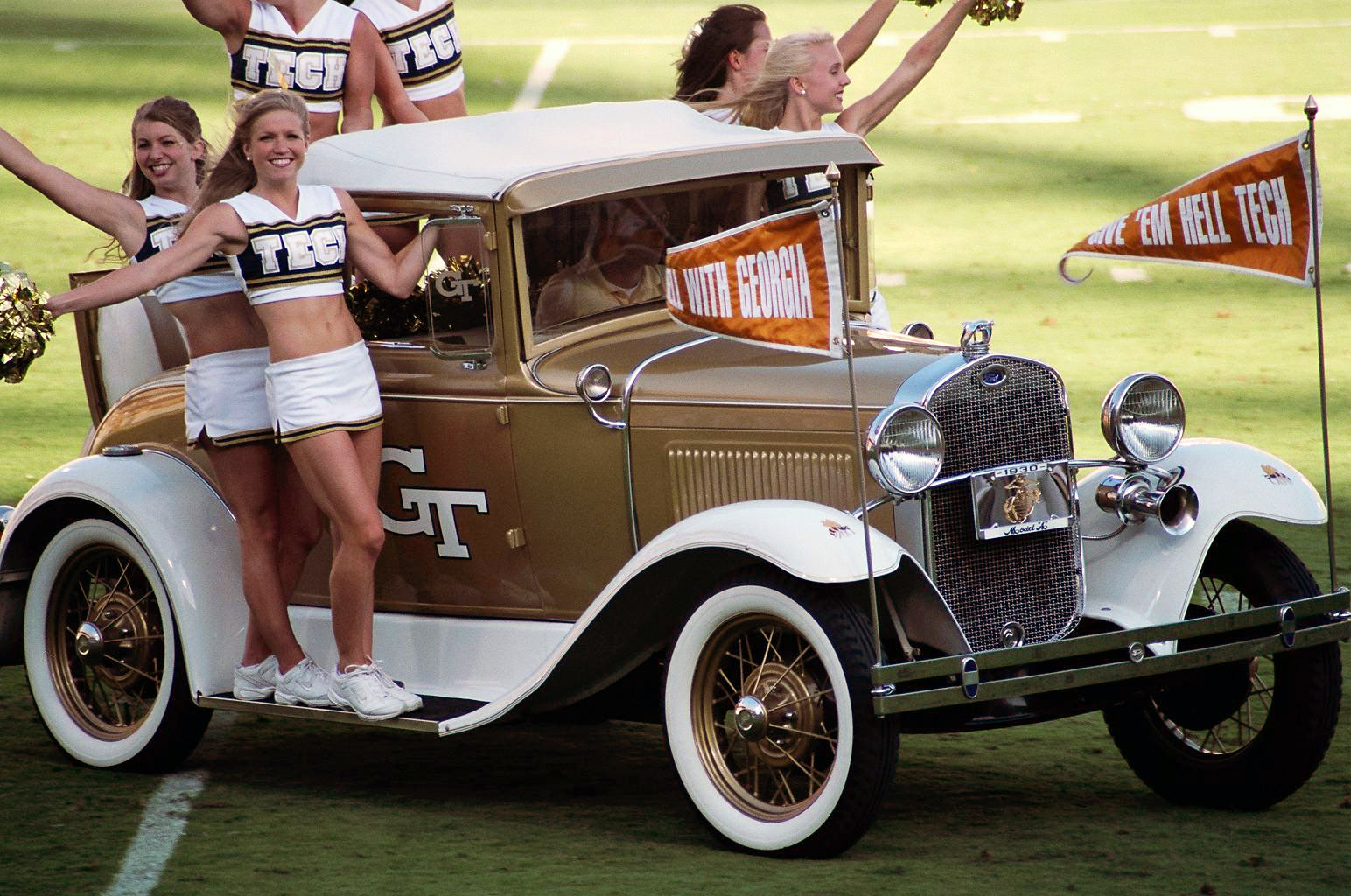
O Ramblin' Wreck levando os Yellow Jackets para o campo contra os Maryland em 2006.

O Ramblin' Wreck da Georgia Tech é o coupé Modelo A da Ford de 1930 que serve como mascote oficial do corpo discente do Instituto de Tecnologia da Geórgia. O Wreck está presente em todos os principais eventos esportivos e funções do corpo estudantil. Seu papel mais notável é levar o time de futebol americano ao estádio Bobby Dodd no Historic Grant Field, um dever que o Wreck tem realizado desde 1961. O Ramblin' Wreck é mecanicamente e financeiramente mantido no campus por alunos do Ramblin' Reck Club.
O primeiro Wreck mecânico foi um Ford Modelo T de 1914, propriedade de Dean Floyd Field. Até que o Wreck atual fosse doado para a escola em 1961, a maioria dos primeiros Ramblin' Wrecks era de propriedade de estudantes, professores ou ex-alunos. O moderno Wreck colocou vários trabalhos de pintura diferentes e fez várias restaurações e modificações. Essas mudanças foram feitas por vários indivíduos e organizações ao longo dos anos, incluindo Bobby Dodd e Pete George, aluno do Instituto de Tecnologia da Geórgia, que trabalhou na fábrica da Ford em Hapeville (Geórgia). A manutenção do Wreck tem sido de responsabilidade exclusiva do Ramblin' Reck Club e do piloto do Wreck, desde 1987.
O Ramblin' Wreck tem sido alvo de várias brincadeiras perpetradas por escolas rivais. A Universidade do Tennessee certa vez forneceu ao Wreck uma nova pintura não solicitada, e a Universidade da Geórgia roubou o Wreck em pelo menos duas ocasiões. Várias réplicas ou "falsos" Wrecks são de propriedade de ex-alunos, ou são usados para exibição e não são executados. O oficial Ramblin' Wreck é considerado o único "verdadeiro" Wreck, e não há backups ou substituições.

## História

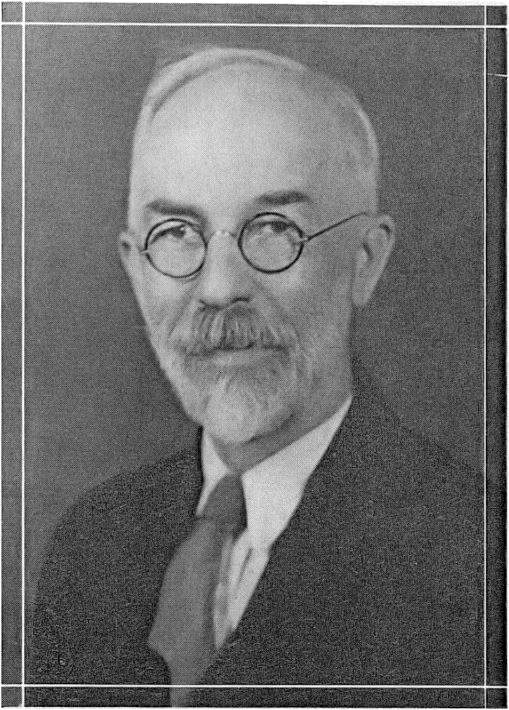
Dean Floyd "BobCat" Field, dono do primeiro "Ramblin' Wreck"

O termo "Ramblin' Wreck" tem sido usado para se referir a estudantes e ex-alunos da Georgia Institute of Technology por muito mais tempo do que o carro que hoje leva o nome. A expressão tem suas origens no final do século XIX e foi usada, originalmente, para se referir aos veículos motorizados improvisados construídos por engenheiros da Georgia Institute of Technology empregados em projetos nas selvas da América Central. Os "wrecks" eram construídos com as mais diversas peças—muitas vezes provenientes de tratores e carros antigos—e eram mantidos funcionando por meio da criatividade de seus engenheiros. Os trabalhadores das áreas onde esses veículos circulavam passaram a se referir a eles e aos motoristas que o dirigiam como os "Rambling Wrecks de Georgia Tech".
O primeiro "mascote mecânico" da Georgia Institute of Technology foi um Ford Model T 1914 de propriedade de Dean Floyd Field. Field dirigia o carro de ida e volta para a aula todos os dias, de 1916 a 1928.  Field se importava tanto com o carro que ele até o apelidou de "Nellie". O veículo foi distinguido por sua pintura metálica preta e uma grande caixa preta presa na extremidade traseira por um aro de roda buggy. O conteúdo da caixa preta nunca foi revelado ao corpo discente e a caixa se tornou parte da mística do Velho Ford.
O corpo estudantil inicialmente apelidou o veículo de "Floyd's Flivver", mas eventualmente, começou a chamar o carro de "Ramblin' 'Reck".  A primeira menção do Ford da Field como "Ramblin' 'Reck" foi em 1926, quando ele realizou uma revisão do motor, do corpo e da pintura do carro com a ajuda da oficina mecânica do campus.
Dean Field encontrou um amor por viajar com seu Ford Model T. Ele levou-o em todo lugar na Califórnia, para seminários sobre matemática e educação. No entanto, em 1927, começaram a surgir rumores de que Field iria comprar um Model A. Field reprimiu os rumores com uma entrevista pessoal na última edição de 1927 do "The Technique". Em setembro de 1928, Field sentiu que não poderia viajar tanto com o Ford Model T em ruínas. Para o desânimo do corpo discente, o veículo foi descartado por Dean Field em 1928 e um Model A foi comprado. O Model A de Field durou até 1934 em que ele comprou um Ford Model B (1932). Ele dirigiu mais de 122 000 milhas (196 300 km) em todos os três carros durante seu mandato na Georgia Institute of Technology de 1900-1945.

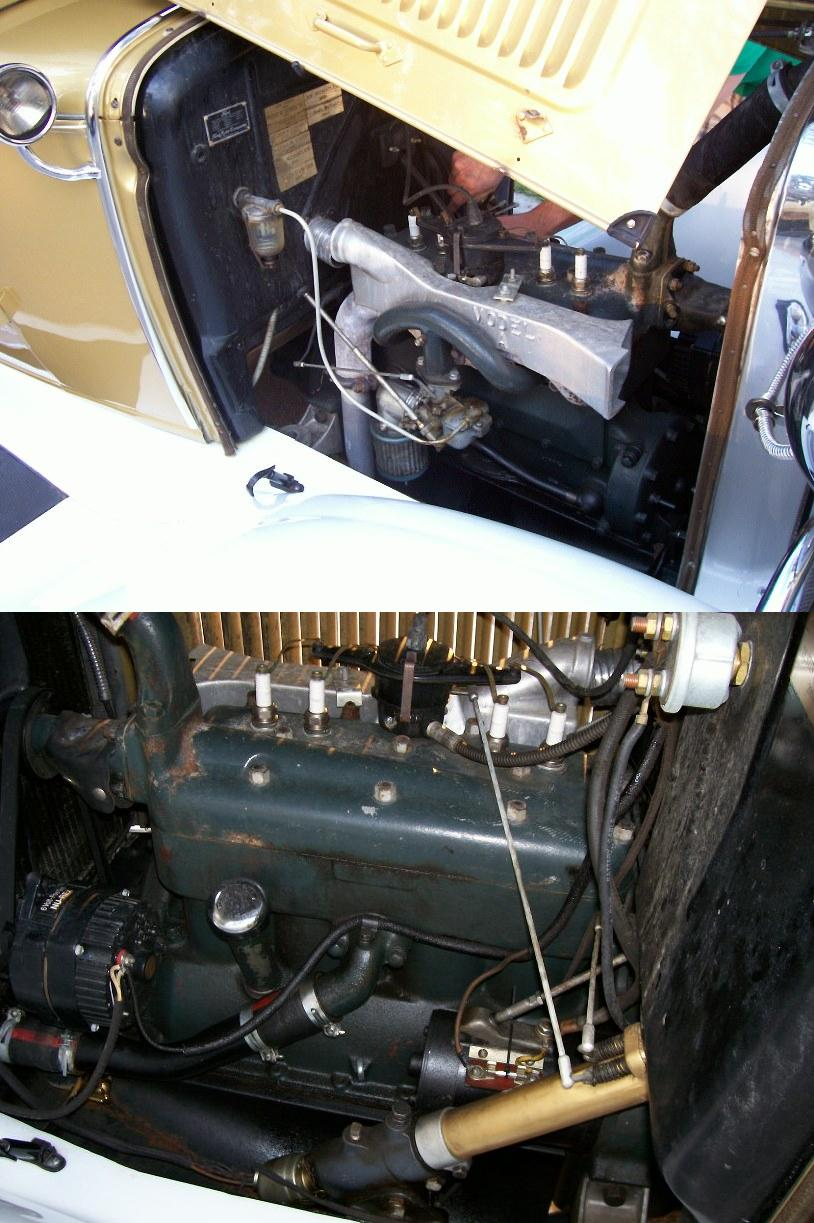
O motor do Ramblin' Wreck, construído em outubro de 1929.

Em memória para seu aposentado "Tin Lizzie", Dean Field começou "uma corrida de Old Ford" da interseção da Avenida Norte e Techwood Drive em Atlanta para a interseção de Hills Street e Prince Avenue em Athens, Geórgia. A corrida foi patrocinada pela  Technique , que apelidou o evento de "Flying Flivver Race.". A linha de chegada foi facilitada pelo jornal estudantil da University of Georgia chamado The Red and Black. A única regra da corrida era que o carro tinha que ter um motor pré-1926 4-cylinder. O tempo mais rápido na corrida foi alcançado por um Essex que completou a corrida de 79 milhas (126 km) em 1 hora e 26 minutos ou 55 mph (88 km/h).
A administração Tech não gostou da corrida perigosa e reduziu a corrida a um desfile mais pacífico e regulado de engenhocas conhecido como Ramblin' Wreck Parade depois que as corridas foram concluídas em 1929 e 1930. O Yellow Jacket Club facilitou a primeira parada oficial de Ramblin em 1932 .  A única ruptura na operação contínua do desfile ocorreu com o início da Segunda Guerra Mundial. Não houve desfiles de 1942-1943 e quando o desfile continuou em 1944, todos os destroços tiveram que ser movidos a força humana.  Em 1946, a Ramblin' Wreck Parade foi autorizada a operar motores de combustão novamente.  As regras instituídas no Ramblin' Wreck Parade de 1946 ainda permanecem, já que o desfile se tornou o evento de destaque para todos os retornos da Tech.

### Mascote dos estudantes
O reitor de Assuntos Estudantis, James E. Dull, reconheceu a necessidade de um oficial Ramblin' Wreck quando observou a fascinação do corpo estudantil por carros clássicos. As fraternidades, em particular, desfilariam em torno de seus destroços como manifestações de espírito e entusiasmo da escola. Foi considerado um rito de passagem para possuir um veículo quebrado.
Em 1960, Dull começou uma busca por um novo símbolo oficial para representar o Instituto. Ele queria especificamente um clássico Ford pré-guerra. A pesquisa de Dull envolveria anúncios de jornal, comerciais de rádio e outros meios para localizar esse veículo. A busca o levou por todo o estado e país, mas nenhum veículo adequado foi encontrado até o outono de 1960. Dean Dull viu um Model A 1930 polido do lado de fora de seu apartamento localizado no dormitório Towers (Georgia Institute of Technology). O proprietário era o capitão Ted J. Johnson, chefe e piloto da Delta Air Lines de Atlanta.
Johnson havia comprado o carro de um ferro-velho em 1956. Johnson e seu filho, Craig, restaurariam o carro como um projeto pai-filho enquanto Craig frequentava a Academia Militar da Geórgia. Os dois gastaram dois anos e mais de US$ 1.800 restaurando o veículo. Johnson usou peças de reposição de diversas fontes para reformar o casco enferrujado. Ele comprou um tipo de madeira chamado mahogany de um revendedor de peças em Caracas, Venezuela e usou um chapas de alumínio Convair 240 para substituir o piso. Depois Craig se formou no colegial, ele estudou na Florida State University em uma bolsa de estudos. Em 1960, a equipe de pista de Craig estaria em Atlanta competindo contra a Tech. Johnson, querendo ver seu filho competindo, levou o Model A para o campus da Tech, estacionou perto do dormitório da Towers e foi assistir Craig competir.
Quando Johnson retornou ao seu carro, ele encontrou uma nota de Dean Dull anexada ao seu pára-brisa. A nota de Dull dizia que este se ofereceu para comprar o carro para servir como mascote oficial da Georgia Institute of Technology. Johnson, após grande deliberação, concordou em receber US$ 1.000, mas acabou devolvendo o dinheiro em 1984 para que o carro fosse lembrado como uma doação oficial para a Georgia Institute of Technology e à divisão Alexander-Tharpe Fund. O Ramblin' Wreck foi oficialmente transferido para a Associação Atlética em 26 de maio de 1961.
O Ramblin' Wreck foi revelado em 30 de setembro de 1961, no Grant Field, na frente de 43.501 fãs de tecnologia, uma vez que levou a equipe para o campo contra o Rice Owls Football. A equipe venceu por 24 a 0 e o Wreck se tornou um sucesso instantâneo dentro da família Tech.
O Wreck, desde então, levou o time para o campo em todos os jogos em casa.

### Restaurações de Bobby Dodd

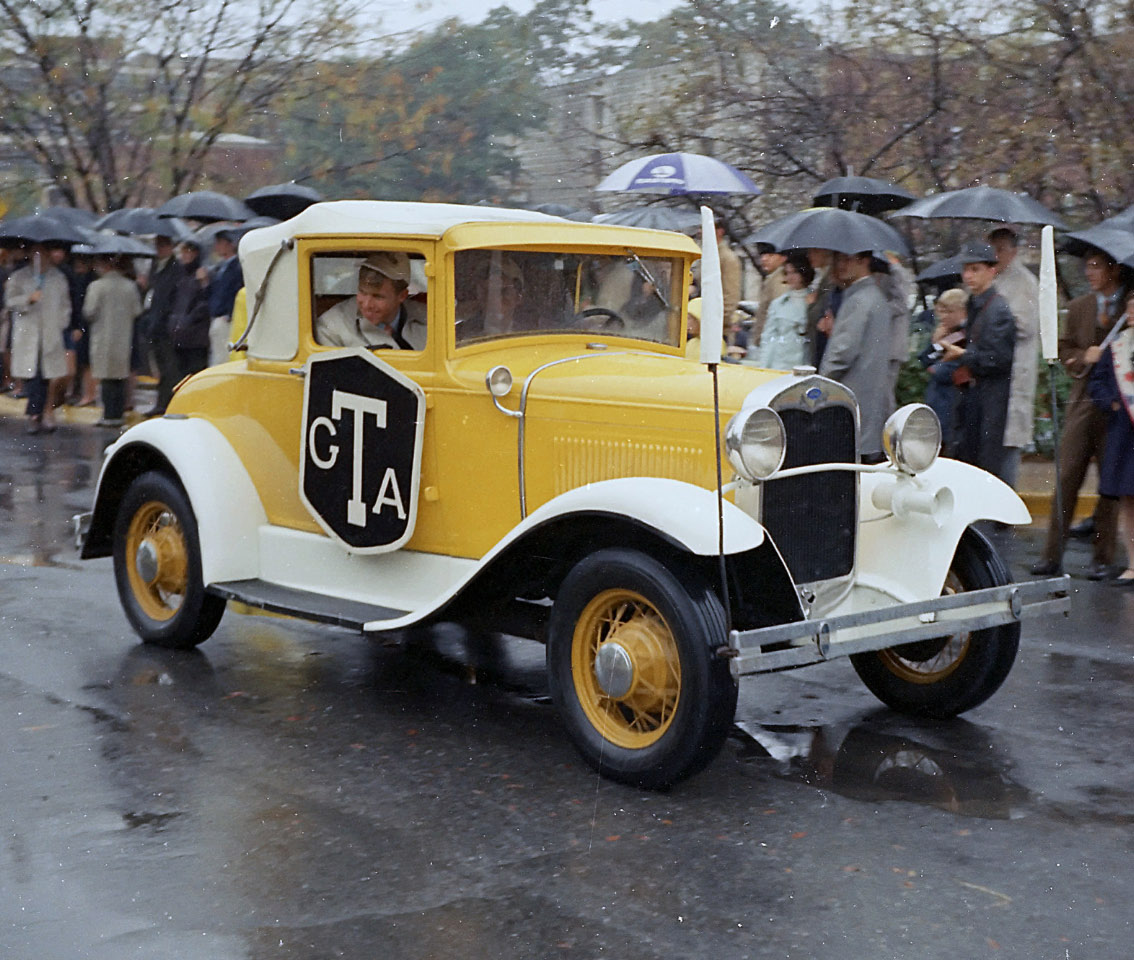
O Ramblin' Wreck no desfile da Tech de 1969 mostrado em seu esquema de cores original.

O esquema de cores atual foi selecionado em 1974 pelo então diretor atlético e ex-treinador Bobby Dodd. A decoração original do Wreck apresentava um escudo GT em madeira nas portas do lado do motorista e do lado do passageiro. Este escudo foi removido durante a revitalização de Dodd do antigo Model A. Dodd escolheu uma pintura dourada antiga de um catálogo de pintura de automóveis de um Lincoln (automóveis), como base para o novo esquema de cores. Ele também colocou um emblema GT ligeiramente esticado na porta, um capacete Tech no painel traseiro e uma versão de 1952 do Yellow Jacket no painel frontal. Segundo uma lenda da Tech, Bobby Dodd estava tão enamorado com o ouro de Lincoln, que mudou o capacete de futebol e a cor uniforme para combinar com o novo esquema de pintura Ramblin' Wreck.
A maior mudança estrutural foi um sistema de suporte preso ao chassi do carro. O sistema de suporte percorre o comprimento dos estribos e permite aumentar o peso das líderes de torcida ou membros do Reck Club nos estribos.

### Restaurações de Pete George
De 1973 a 1987, o engenheiro industrial Pete George manteve o Ramblin' Wreck no Hapeville Ford Plant. George planejaria a mudança de cores em 1974, bem como uma grande reforma do Wreck em 1982, a tempo da comemoração do centenário de 1985 da Georgia Institute of Technology. O carro foi completamente desmontado, reconstruído e repintado no final de 1982.
Houve algumas mudanças notáveis no Ramblin' Wreck após a reforma de 1982. Um proteção de pedra de cromo de pós-venda foi adicionado para proteger a grade, os emblemas do lado foram removidos e substituídos por um decalque GT básico nas portas. Os Yellow Jackets de 1952 foram movidos para os poços de pneus dianteiros. O chifre branco foi cromado. A velha capa de pneu era um escudo com um capacete de futebol de jaqueta amarela. Esta foi substituída por uma cobertura de pneus branca genérica da Ford, chamada naugahyde. Os pneus e freios do antigo Model A foram substituídos por pneus de parede branca do Ford Model B (1932) e os freios também foram modificados.

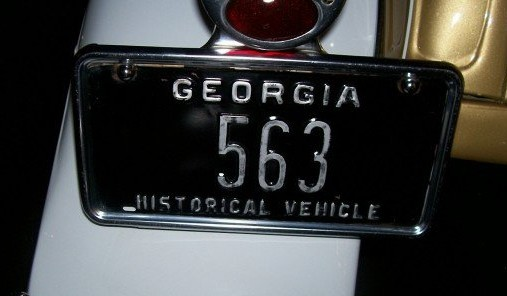
A matrícula do Ramblin' Wreck foi lançada em 1958. O Wreck é o Georgia Historical Vehicle #563.

O Wreck sofreu uma importante transição de propriedade após a Celebração do Centenário. Como Reck Club mantinha financeiramente o veículo por tanto tempo e o Reck Club caiu sob o Estudantes de Dean em vez da Associação Atlética, o veículo foi vendido da Associação Atlética ao Instituto por zero dólares em 1987. A transação solidificou ainda mais as responsabilidades do Reck Club sobre o carro, mas também fez o carro mais do que simplesmente um mascote de futebol. O Velho Ford era oficialmente um ícone do Instituto.

### Restauração pós-centenária e mudança de propriedade
Após a aposentadoria de Pete George, em 1987, a manutenção do Wreck caiu diretamente sobre os ombros dos Wreck Drivers e do Reck Club. Em 1994, a fábrica Hapeville encerrou seu relacionamento com o Reck Club. Desde então, o Wreck foi mantido com a ajuda de garagens locais de Atlanta. O Wreck teve numerosos reparos mecânicos e cosméticos ao longo dos anos desde a reconstrução total inicial de Pete George.
Depois de 1994, o Reck Club restaurou as rodas e freios para as especificações originais do Model A. O Reck Club realizou uma grande reforma fora de carroceria na primavera de 2000, que viu o carro ser repintado e o motor ser reconstruído. Pete George, embora já se tinha aposentado há vários anos, ajudou Reck Club em sua restauração, fornecendo financiamento e mão de obra para a restauração em 2000. Após a restauração, uma pequena modificação substituiu o gerador elétrico por um alternador Nu-Rex mais eficiente.

### Acidente rodoviário de 2007
O Reck Club coordenou sua segunda grande restauração após os danos ocorridos durante um acidente em uma estrada em 22 de junho de 2007, na Interstate 75 em Monroe County, Geórgia, a cerca de 100 quilômetros ao sul de Atlanta. O acidente causou sérios danos ao corpo e em cima do Ramblin' Wreck, enquanto o Ford Expedition e o trailer a reboque foram ambos destruídos. Naquele ano, o major John Bird, polímero, têxtil e engenheiro de fibra, estava dirigindo, com seu irmão mais novo, Matt, e foi chamado para a imprensa:
| “                  | "Algo no trailer falhou, e o trailer nos tirou da estrada a 70 milhas por hora. Nós fomos perpendiculares às faixas de tráfego, e nós batemos em uma vala no lado da estrada ... Não houve qualquer capotamento ... O trailer apenas quebrou e fez um giro de 90 graus, e eu acabei de dizer 'Matt , espere que nós batemos na vala. A coisa toda durou cerca de 2 segundos ... O lado esquerdo está muito quebrado e o telhado está rasgado ... mas o motor está bom e todas as rodas estão bem." | ” |
| — John Bird, Major | |   |

Bird havia declarado que tanto seu irmão quanto ele sofreram uma chicotada do acidente, uma das pernas de Matt estava machucada e "também poderia ter sido muito pior".

### Papel moderno do Wreck
O Ramblin' Wreck levou o time de futebol Yellow Jacket ao Grant Field quase 300 jogos. Ele também faz aparições para outros times esportivos do Georgia Institute of Technology: ele é frequentemente visto antes de grandes jogos de basquete no Hank McCamish Pavilion, ocasionalmente estacionado do lado de fora do Estádio Russ Chandler durante uma semana quente de beisebol, e já participou de vários jogos de softball no novo estádio do meio do campus.
Um símbolo da tradição acadêmica e colegiada do Instituto, o antigo Model A é frequentemente enviado para eventos especiais no campus. Está sempre presente quando novos edifícios são abertos ou dedicados. Em 05 de dezembro de 2006, o Wreck tornou-se o primeiro carro a atravessar o novo Fifth Street Bridge.
Toda primavera, o Instituto realiza uma cerimônia, conhecida como When the Whistle Blows, para homenagear estudantes, funcionários e professores que morreram no ano anterior. O Georgia Tech Whistle é soprado uma vez para cada pessoa que morreu, e mais uma vez para saudar ex-alunos do Georgia Institute of Technology e amigos que também podem ter morrido. Uma procissão da escolta militar, liderada pelo Ramblin' Wreck, leva a cerimônia, durante a qual o Wreck está estacionado ao lado do palco do orador.
Durante o Tech Homecoming, o Ramblin' Wreck tem vários deveres. Vários dias antes do Homecoming, ele age como uma pistola gigante de ouro para a corrida Mini 500 de triciclo. A próxima tarefa do Wreck é levar os pilotos para fora da linha de largada no Freshman Cake Race. No dia do jogo de futebol Homecoming, o Wreck lidera a Ramblin' Wreck Parade, então leva o time de futebol para o campo.
O carro também está presente em todas as Freshman Orientation (FASET), nos festivais do Dia da Terra e outros eventos em todo o campus.
Um passeio no Wreck serve como um presente para muitos professores e funcionários aposentados; um passeio em Grant Field é uma das maiores honras que a Georgia Institute of Technology pode oferecer. Kim King, por exemplo, recebeu esta homenagem em 02 de outubro de 2004, durante o intervalo do jogo de Miami Hurricanes.

## Tradições e especificações do Wreck

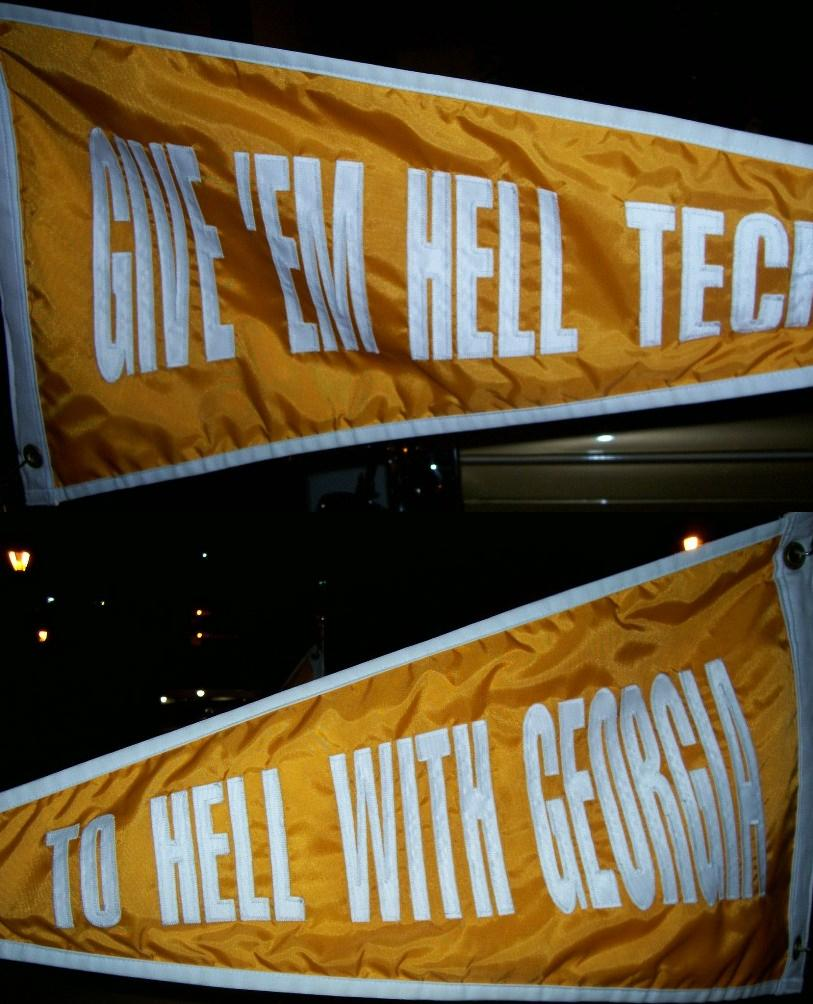
As bandeiras do Ramblin' Wreck

Há vários detalhes menos conhecidos sobre o Wreck que são facilmente perdidos quando ele passa pela Techwood Drive. Detalhes físicos específicos e a pessoa real atrás do volante são muitas vezes perdidos ou negligenciados. O Wreck é mantido financeiramente por meio de aparições e captação de recursos do Ramblin 'Reck Club. Não há fonte oficial de financiamento do Instituto, Associação Atlética ou Associação de Ex-Alunos. Isso dá ao Wreck um nível único de independência que é atípico entre as mascotes da faculdade.
Quando um calouro chega pela primeira vez ao campus para o FASET (orientação), uma das muitas tradições pelas quais ele é apresentado é que os calouros não podem tocar no Wreck até a conclusão do primeiro ano. Esta regra originou-se na edição de 1963 do RAT Rules. Se um novato tocar o Wreck entre a convocação e o último dia de aula na primavera, ele receberá má sorte durante toda a sua carreira universitária e o GT perderá para a UGA no futebol daquele ano.
O Wreck distingue-se pelo seu corpo de ouro antigo e soft top branco. O soft top tem um suporte de cromo, que apresenta um clássico de latão Tech T e Yellow Jacket 1952. O corpo também tem dois runners brancos sólidos, que percorrem o comprimento do veículo. Os estribos servem de apoio à torcedores ou à estudantes de tecnologia ocasionais à procura de um passeio. O estofamento interior é vinil branco sólido. A alavanca do câmbio é um globo branco com o clássico Tech T pintado. Há dois galhardetes de náilon de ouro estampados com as palavras "To Hell With Georgia" e "Give 'Em Hell Tech" presos ao pára-choque dianteiro.

### Motorista

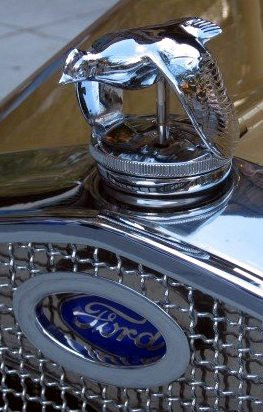
A tampa do radiador do Ramblin' Wreck

O motorista do Ramblin' Wreck é uma posição eleita dentro Ramblin' Reck Club. Esta posição é determinada após cada temporada de futebol. O motorista gerencia as aparências públicas e a manutenção do carro. Houve apenas 46 pilotos do Wreck, tornando a posição do piloto do Wreck uma das mais prestigiosas posições em todas as organizações estudantis da Georgia Institute of Technology.
O motorista consegue adicionar seu toque pessoal todos os anos ao Wreck. A placa dianteira é escolhida pelo motorista todos os anos e a tampa do radiador é substituída anualmente. A tampa é tipicamente uma codorna voadora ou uma coroa de flores. Após o término de cada piloto, o motorista também consegue manter os dois galhardetes.
Dean Dull iniciou um grupo conhecido como Comitê Ramblin' Wreck do Conselho Estudantil para ajudar em sua busca por um mascote. Quando o Wreck foi encontrado em 1961, o Comitê Ramblin' Wreck foi presidido por Dekle Rountree. Rountree dirigia o Wreck para eventos escolares e captação de recursos do Conselho Estudantil. Ele também foi a primeira pessoa a dirigir o Ramblin' Wreck para Grant Field. Don Gentry, o presidente do Reck Club em 1961, foi o primeiro aluno a dirigir o Wreck enquanto ajudava a recuperar o Model A da casa de Ted Johnson. O Wreck foi sempre mantido pelo Reck Club, mas a transição completa do controle ocorreu entre 1964-1967. Durante este período, o Reck Club foi dispensado de suas obrigações de cumprimento das RAT Rules e recebeu mais empregos saudáveis de manutenção do Wreck, mantendo as tradições e gerando espírito de escola.
Três mulheres, oficialmente, dirigiram o Ramblin' Wreck em sua história. Lisa Volmar, uma engenheira industrial, foi eleita a condutora em 1984 e foi a primeira motorista do sexo feminino após 23 anos consecutivos de motoristas masculinos.

### Reck ou Wreck
O nome pode ser escrito das duas formas: Ramblin' Reck ou Ramblin' Wreck. Das duas grafias, não há g em Ramblin'. As primeiras referências ao Model A 1930 (1961) soletraram a palavra "Reck" enquanto as primeiras referências ao Ford Model T 1914, de propriedade de Dean Field, soletraram a palavra ' Reck (1925). Ramblin' Reck Club escreveu a palavra Reck desde a carta doo clube de 1945. O Instituto adotou a grafia Ramblin' Wreck e possui uma marca registrada na frase. Reck Club ainda se refere ao Ramblin' Wreck como Ramblin' Reck enquanto a maioria das outras agências se referem a ele como o Ramblin' Wreck.

## Viagens do Wreck
Em sua história, o Wreck apareceu em vários jogos e outros eventos fora do campus da Georgia Institute of Technology. Muitas dessas viagens resultaram em danos ao Wreck ou outras anedotas interessantes.
O primeiro jogo fora de casa do Ramblin' Wreck foi o jogo de 1961 contra o Alabama Crimson Tide Football. O Wreck foi transportado pela Southern Railway (EUA) para Birmingham, Alabama. Na época, o Alabama jogou seus jogos em casa no Legion Field. Antes do jogo, o atual piloto Dekle Rountree decidiu atravessar a encosta para visitar a estátua vulcaniana de Birmingham. A viagem a Birmingham foi um grande sucesso, e uma viagem a Jacksonville para a apresentação do Tech's Gator Bowl contra o Penn State Nittany Lions Footbaal também foi organizado. Estas foram as primeiras aparições de jogo de estrada e de bowl para o Wreck em sua carreira ilustre.
Em 1963, o Comitê Ramblin' Wreck e Ramblin' Reck Club organizou outra viagem para o Wreck. Essa viagem levou o Wreck até Knoxville para um jogo contra o Tennessee Volunteers Football. Depois do Tech ter ganhado o jogo, o Wreck foi armazenado durante a noite em Neyland Stadium. Administradores e o Diretor Atlético do Tennessee Bob Woodruff, prometeram aos atletas da Georgia Institute of Technology que o Wreck estaria seguro. Eles estavam errados. Os estudantes do Tennessee arrombaram a área de armazenamento e pintaram de laranja o Wreck. Eles escreveram "Go Vols" na pintura e cobriram as rodas de ouro com tinta também. Após o incidente, a Georgia Institute of Technology enviou um projeto de lei ao Departamento de Atletismo do Tennessee pedindo a restituição. Acredita-se que Woodruff tenha ajudado os estudantes em seus esforços depois que ele contestou abertamente o julgamento do campeonato de futebol.
Em 1976, estudantes da Tech levaram o Wreck a Athens para o jogo anual de futebol com a UGA. Após o jogo, a escolta policial do Wreck abandonou o carro. O veículo parecia relativamente desprotegido e foi abordado por estudantes da UGA tentando vandalizá-lo. Os estudantes da Tech responsáveis pela custódia do carro assustaram os invasores fãs do Bulldog, produzindo uma pistola escondida de 9 mm.
As viagens mais distantes que o Ramblin' Wreck já fez de Atlanta foram o Sun Bowl de 1970 em El Paso, Texas, e Denver, Colorado, em 1990, para o Campeonato de Basquete Masculino da Divisão NCAA da Tech  contra o time de basquete da UNLV Runnin Rebels 1989-90. O Wreck foi transportado de van 1 400 milhas (2 250 km) para Denver Coliseum. Ao longo do caminho, uma equipe de televisão documentou a viagem e transmitiu a expedição do Wreck durante as promoções do Final Four.

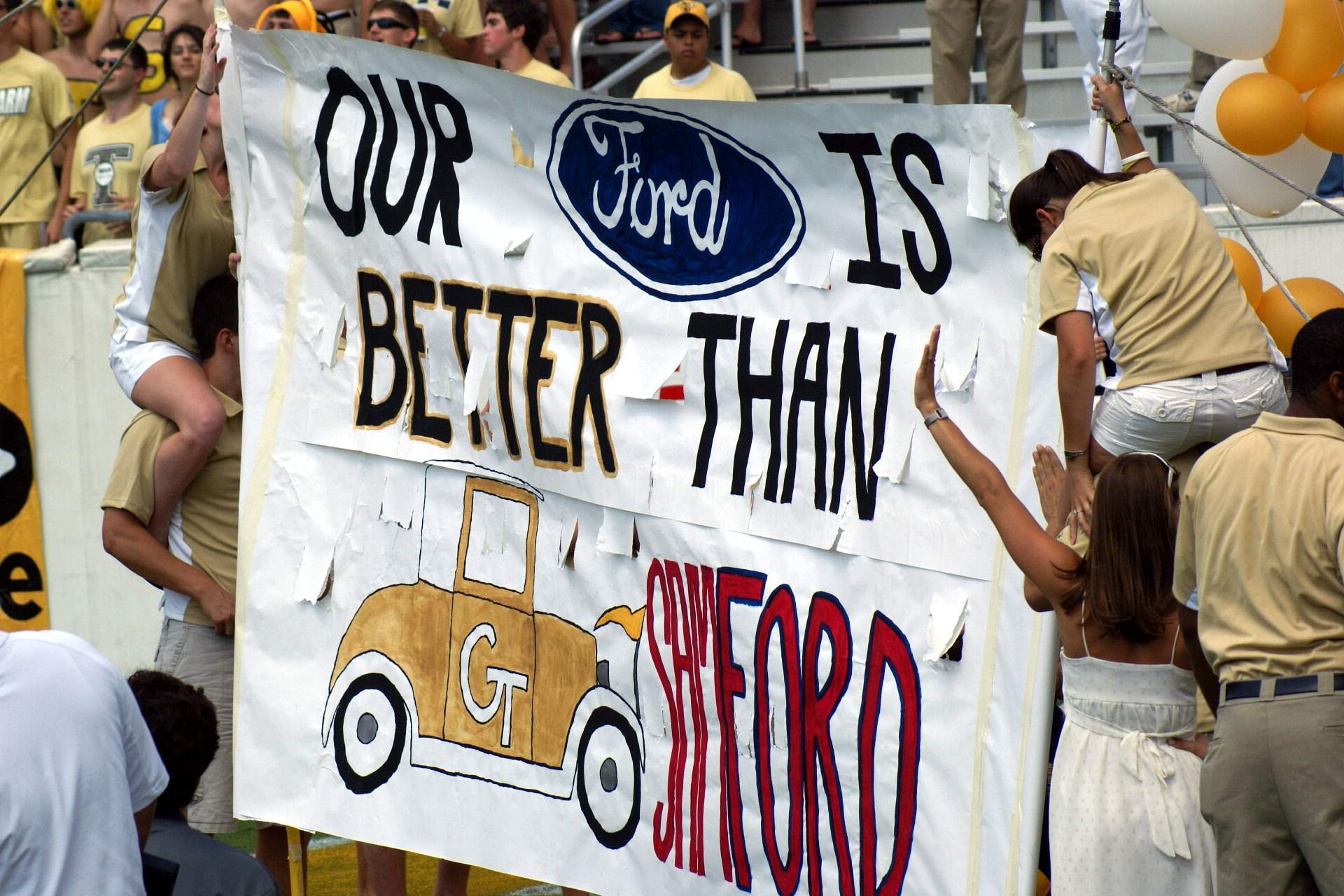
Este banner foi exibido antes da inauguração do Wreck após o acidente de 2007. Mostrado no jogo de futebol americano Georgia Tech vs Samford de 2007, afirma que "Nosso Ford é melhor que Samford".

As últimas grandes viagens do Ramblin' Wreck foram para o Final Four de 2004 em San Antonio, o ACC Championship Game de 2006 em Jacksonville, Florida, e o ACC Championship Game de 2009 em Tampa's Raymond James Stadium. O Wreck levou o time de futebol Yellow Jacket para o campo do Alltel Stadium para a primeira aparição do Tech na ACC title game, bem como executar o mesmo dever em sua segunda aparição e primeira vitória no ACC championship game em 2009. O Wreck também foi para os seguintes torneios: Orange Bowl, Gator Bowl, All-American Bowl, Sun Bowl, Peach Bowl, Citrus Bowl, e Champs Sports Bowl.
Em 15 de junho de 2007, o Wreck envolveu-se em um acidente enquanto estava sendo rebocado para um casamento ao sul de Atlanta em um trailer de carro coberto. o reboque falhou durante o transporte do Wreck, fazendo com que o caminhão e o reboque saíssem da estrada e entrassem na vala à beira da estrada. O Wreck caiu dentro do trailer, causando danos ao seu lado e teto. Apesar do grave dano corporal e financeiro (mais de US$ 30.000), o Wreck foi consertado no primeiro jogo da temporada 2007 contra o Samford Bulldogs Football.

## Na mídia
Em 1987, o Ramblin' Wreck e Dean Jim Dull foram apresentados no show matutino ABC-TV. Dean Dull gritou para a câmera, "Sou Dean Jim Dull dos Estudantes e sou um Ramblin 'Wreck da Georgia Tech. Bom Dia América!" Dull estava no programa porque ele tinha ganhado um concurso de "fazer-um-desejo". Tudo o que ele queria era para o Ramblin' Wreck, estudantes vestidos de ouro, e ele próprio para estar no programa matinal da ABC e a ABC concedeu o seu desejo.
O Ramblin' Wreck foi destaque em vários jornais, revistas e livros. O Ramblin' Wreck é retratado levando o time de futebol da Georgia Tech para o campo na capa da obra de Al Thomy em 1973 "Ramblin' Wreck – A Story of Georgia Tech Football". A reforma de 1982 de Pete George foi apresentada na edição de novembro de 1983 do Ford Times. A edição de junho de 1986 da Revista Cars & Parts apresentou o Ramblin' Wreck e o sorteio do Centennial Wreck. A revista Car Collector & Car Classics de dezembro de 1991 apresentou o Wreck na capa após a temporada do Campeonato Nacional. O "Bellsouth Real White Pages for Greater Atlanta" de dezembro de 2007 apresentou o Ramblin' Wreck com bandeiras censuradas.
O Ramblin' Wreck foi destaque inúmeras vezes no jornal estudantil da Tech, no jornal "The Technique", e no jornal principal de Atlanta, o "Atlanta Journal-Constitution". O Wreck também foi destaque no "The New York Times" e no "Associated Press". Jornais locais como o "Cherokee County Times", o "Augusta Chronicle" e o "Gwinnett County Daily Post" também imprimiram artigos sobre o Wreck.
Na semana anterior ao Home Opener 2007, o Ramblin' Wreck foi destaque no "ESPN First Take". A ESPN mostrou antigos clipes do Wreck levando o time de futebol para o campo e discutiu a possibilidade de o Wreck não fazer a abertura do futebol após 45 anos consecutivos de nunca perder um jogo.
O Ramblin' Wreck foi destaque no episódio de 18 de outubro de 2007 do programa de televisão Mad Money, de Jim Cramer. Cramer saiu da porta do passageiro do Wreck para iniciar o show e uma das placas de som da marca registrada de Cramer foi anexada ao para-choque dianteiro.
Em 16 de abril de 2009, um estudante da Georgia Tech estava no estribo do Ramblin' Wreck quando caiu e sofreu graves ferimentos na cabeça, hospitalizando o aluno por quatro dias. Quase um ano depois, o estudante entrou com uma ação contra a Georgia Tech e uma loja de automóveis responsável pela instalação de alças no teto do carro. O processo cita o fracasso das alças da oficina como o motivo da queda, e afirma que a Universidade promoveu o uso de um veículo inseguro pelos estudantes. Em setembro de 2013, o estudante ferido no acidente de abril de 2009, ganhou um acordo de US$ 1,36 milhão do Board of Regents of the University System of Georgia e da Eco-Clean, Inc.
O 2012 edition of EA Sports' NCAA football video game contou com a adição do Ramblin' Wreck levando o time de futebol da Georgia Tech para o campo em todos os jogos no estádio Bobby Dodd. O Ramblin' Wreck foi incluído no jogo ao lado de tradições pré-jogo de muitas outras faculdades para "entregar o orgulho e a pompa do jogo do dia".

## Réplicas do Ramblin' Wreck

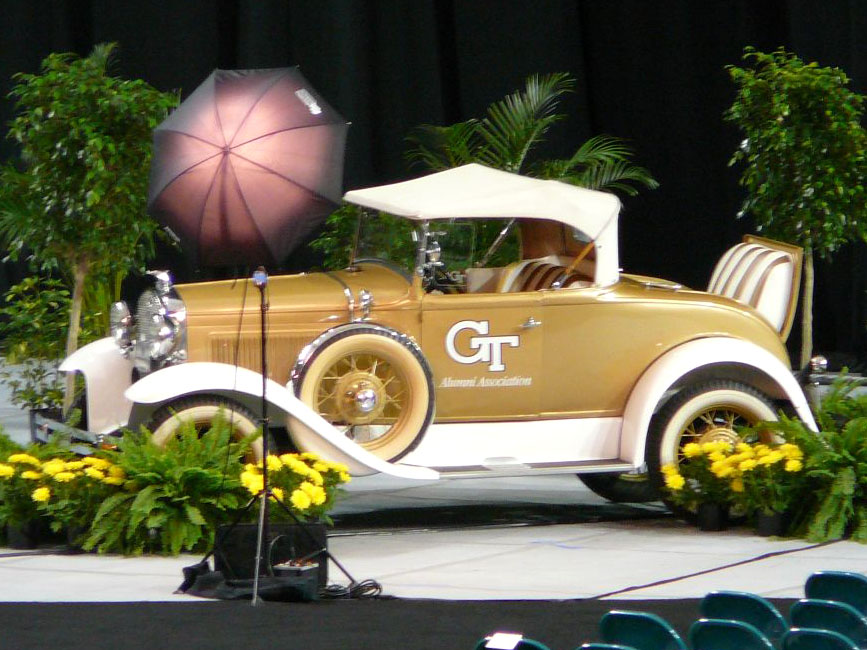
"Alumni Reck" da Associação Alumni, um Ford Model A Roadster 1931

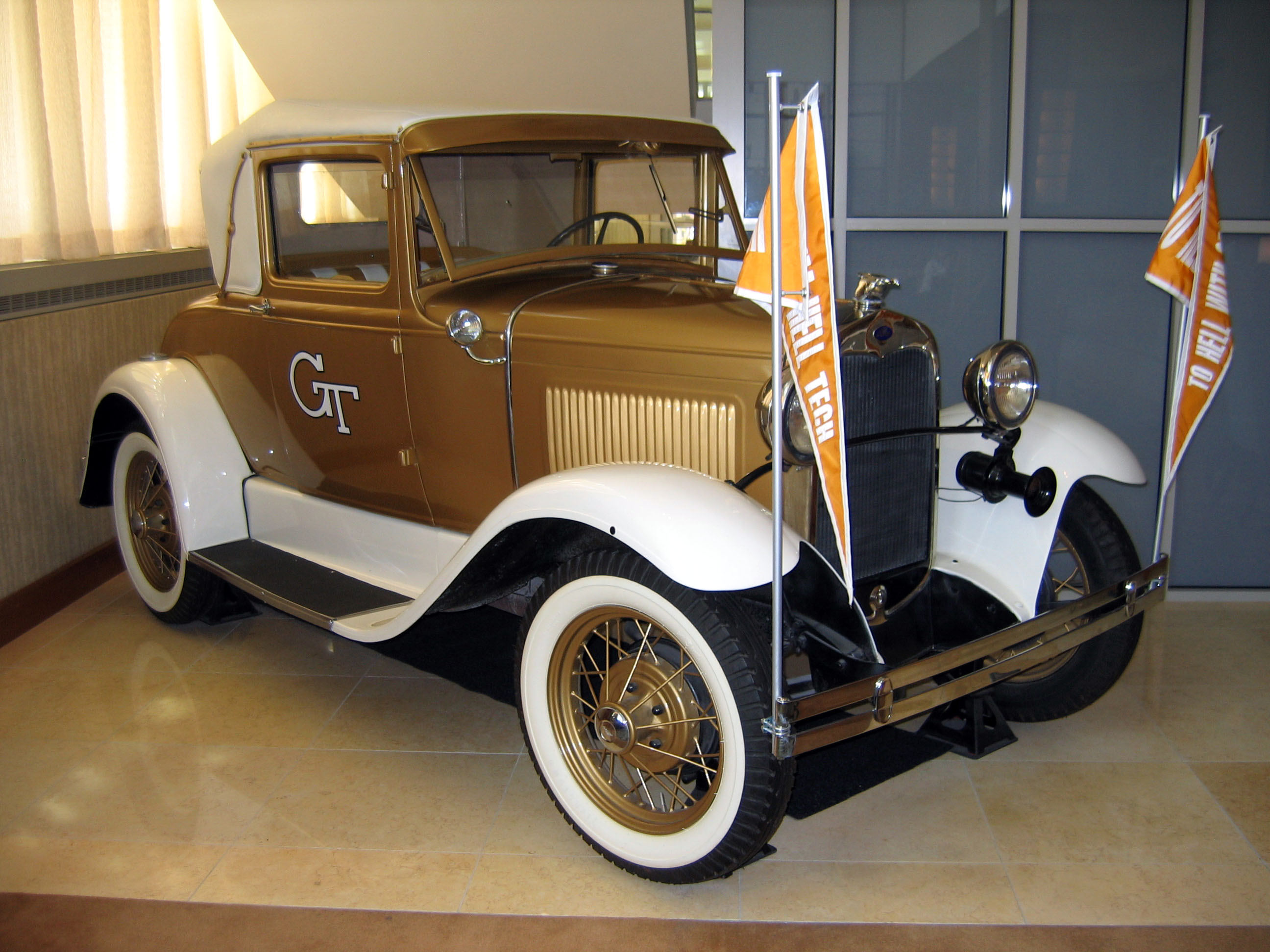
Ford Model A Sports Coupé 1930 no hotel da Georgia Tech e Centro de Conferência

Vários veículos reivindicam o "status Ramblin' Wreck". No entanto, apenas um carro é o oficial Ramblin' Wreck, sem backups ou veículos equivalentes.
- O mais famoso dos falsos Wrecks é um Ford Model A Cabriolet 1931 conhecido como o Centennial Wreck. Este veículo foi remodelado junto com o verdadeiro Wreck em 1985. O veículo seguiu o Ramblin' Wreck para o campo durante toda a temporada de futebol de 1985 e foi sorteado por US$ 250.000 por Pete George e pela Georgia Tech em 1986.[81]
- Em 1988, a Associação Alumni comprou um Ford Model A Roadster 1931 e restaurou o veículo novamente em 1994.[82] O Alumni Wreck se distingue pela localização dos seus pneus sobressalentes no lado do motorista e nas placas de correr do lado do passageiro, e as palavras "Georgia Tech Alumni Association" estão impressas nas portas. Ele também tem o teto conversível. No verdadeiro Wreck, o sobressalente está atrás do assento estrondoso e o teto não pode ser removido ou abaixado.
- Um Ford Model A Sports Coupé 1930 é mantido no hotel da Georgia Tech. Este carro não funcionou desde que foi para o campus. O motor está incompleto e a extremidade dianteira não possui a proteção de pedra cromada do Wreck. Esta é uma das poucas réplicas quase idênticas no esquema de fabricação, modelo e pintura, quando comparadas ao verdadeiro Ramblin' Wreck.[83]
- Além disso, vários veículos de propriedade de ex-alunos são pintados para se parecer com o Wreck. Esses veículos imitam a aparência e a sensação do carro, mas não são o Ramblin' Wreck original. Um dos exemplos mais famosos de identidade equivocada ocorreu em 1988.[84] Um pai e filho, ex-alunos da Georgia Tech, tentaram liderar o time de futebol Tech no campo do Sanford Stadium em Athens. Depois de entrar no estádio com seu Ford Model T 1924 dourado, os dois foram finalmente detidos por oficiais da Geórgia, que foram informados de que o verdadeiro Ramblin' Wreck havia permanecido em Atlanta.[84]
- Vários B-17 Flying Fortresses, B-24 Liberators e pelo menos um F4U Corsair foram designados com o nome Ramblin' Wreck durante o serviço na Segunda Guerra Mundial.[85][86]
- A Companhia Chicago Brewing apresenta uma cerveja âmbar com o nome de "Ramblin' Wreck Amber Ale".[87]